# Штельцнер, Альфред
Альфред Штельцнер (нем. Alfred Stelzner; 29 ноября 1852, Гамбург — 9 июля 1906, Дрезден) — немецкий композитор и изобретатель музыкальных инструментов. Сын художника и фотографа Карла Фердинанда Штельцнера.
С детства интересовался музыкой и математикой. Изучал инженерное дело в Политехнической школе в Мюнхене, затем в 1874—1876 гг. в Политехнической школе в Ганновере, где был также соучредителем и секретарём студенческого научного общества, соредактором первого выпуска журнала студенческих научных работ.
После завершения образования следы Штельцнера теряются вплоть до конца 1880-х гг., когда он оформил несколько патентов на несложные домашние приспособления. В 1891 г. Штельцнер запатентовал в Германии и Великобритании (годом позже также в Швейцарии, а в 1893 г. и в США) несколько изменений в форме струнных смычковых инструментов, которые, по его мнению, способствовали улучшению качества звука. С 1891 г. началось производство таких видоизменённых инструментов в мастерской в Висбадене, в 1893 г. предприятие было переведено в Дрезден, где работало, по-видимому, до 1900 года. В общей сложности по системе Штельцнера было изготовлено около 330 инструментов. Ведя довольно агрессивную маркетинговую политику, Штельцнер получил на свои инструменты положительные отзывы ряда известных музыкантов, среди которых скрипачи Эжен Изаи, Август Вильгельми, Эмиль Соре, виолончелисты Давид Поппер, Йозеф Холлман; известно, что на инструментах Штельцнера играли Карл Халир и Эдуард Раппольди.

Скрипка системы Штельцнера (1893)

Помимо стандартных инструментов с техническими усовершенствованиями, Штельцнер сконструировал два оригинальных струнных инструмента, принадлежащих к скрипичному семейству, — виолотту (вариант теноровой скрипки, занимающей место между альтом и виолончелью) и челлоне (на кварту ниже стандартной виолончели). Эти инструменты пользовались определённой популярностью в Германии на рубеже столетий — в том числе благодаря популяризаторской активности их создателя. Так, в 1896 г. по инициативе и на средства Штельцнера в Дрездене прошёл конкурс композиций с участием новых инструментов, — жюри во главе с Феликсом Дрезеке присудило победу секстету Арнольда Круга для четырёх традиционных и двух новоизобретённых струнных, сам Дрезеке годом позже также использовал виолотту в своём Первом струнном квинтете. Среди других композиторов, обращавшихся к виолотте или челлоне, были также Сергей Танеев и Макс фон Шиллингс.
Сам Штельцнер также сочинял музыку с использованием собственных инструментов — его оперы «Рюбецаль» (нем. Rübezahl) и «Конец Сватовита» (нем. Swatowits Ende), на собственные либретто, были поставлены соответственно в Дрездене (1902) и Касселе (1903); две другие оперы, «Дитя смерти» (нем. Kinder des Todes) и «Цецилия», видимо, не увидели сцены.
Несмотря на все усилия по продвижению своих изобретений, Штельцнер в конце концов обанкротился, после чего покончил с собой.